# Três Alianças
Três Alianças é um distrito do município brasileiro de Mirandópolis, no interior do estado de São Paulo. O distrito é formado pela vila de Primeira Aliança (sede) e pelos bairros Segunda Aliança (antiga sede) e Terceira Aliança. 

## História

### Origem
As Três Alianças foram bairros formados na década de 20 durante o período da imigração japonesa no Brasil, cujos nomes são correspondentes, respectivamente, às antigas fazendas homônimas.
Diferente de outras colonizações no Brasil, que foram patrocinadas pelo governo japonês, a colonização da Aliança foi diferente porque foi um movimento do povo para o povo.
Na época em que movimentos anti-nipônicos se aprofundavam dentro da sociedade norte-americana após a guerra russo-japonesa, o japonês cristão Shungoro Wako, acreditando ser o Brasil a nova terra prometida, uniu forças com seus companheiros e se dedicou na fundação da colônia Aliança, no ideal de erguer uma nova comunidade japonesa em terras brasileiras.
O dia 20 de novembro de 1924 é considerada a data oficial da fundação do bairro 1ª Aliança. Já o bairro 2ª Aliança foi fundado em 1926.

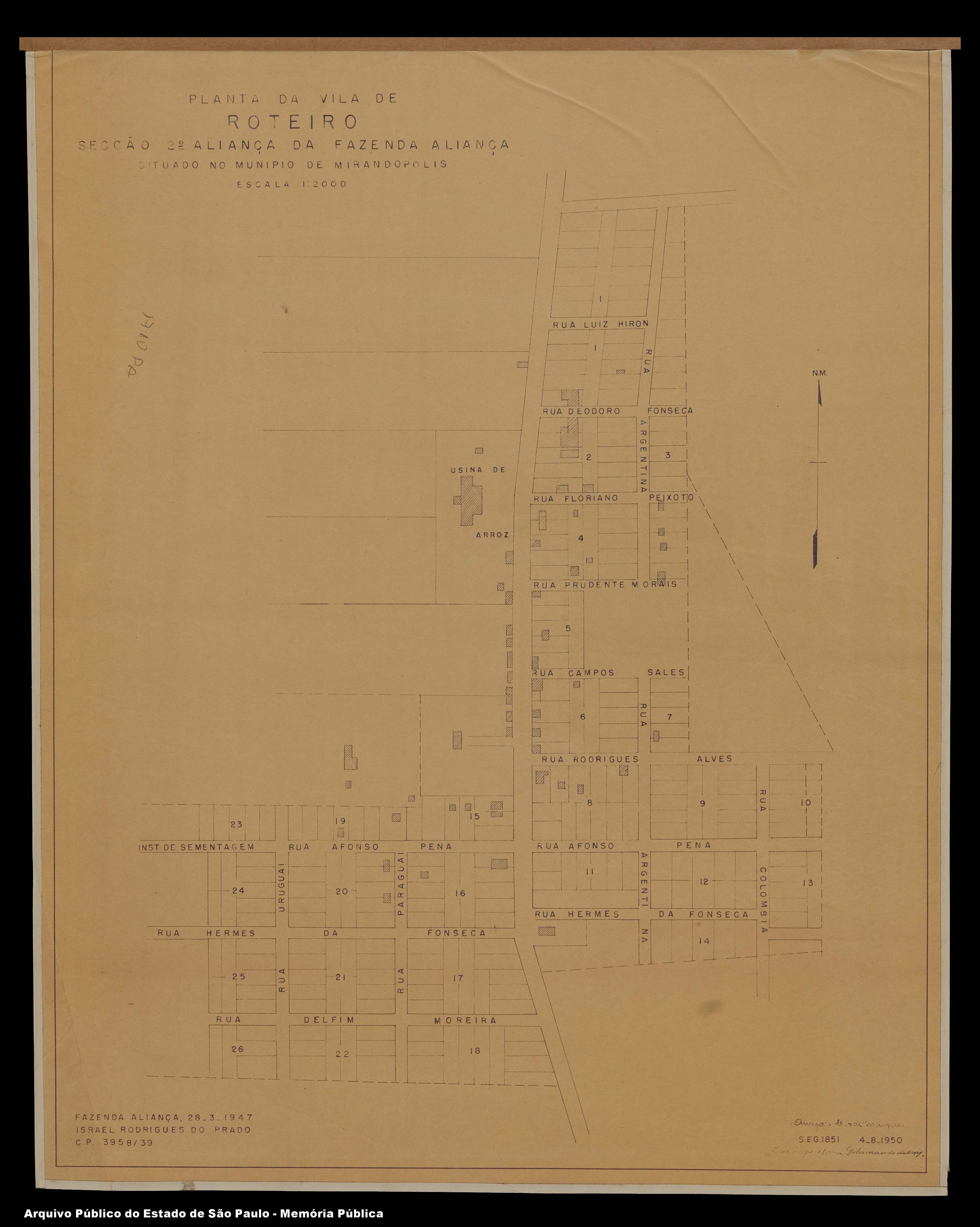
Planta da área urbana original (Segunda Aliança).

Outro resultado dessa empreitada foi a renomada Fazenda Yuba, atualmente a Associação Comunidade Yuba, fundada em 1935 por Isamu Yuba e sua família que, juntamente com alguns amigos, tinham a visão de estabelecer sua própria comunidade agrícola auto-sustentável, com valores de "cultivo, oração e arte" em primeiro plano.
O distrito foi criado com a unificação dos bairros 1ª, 2ª e 3ª Aliança, localizados no território do distrito de Amandaba, município de Mirandópolis, com sede em 2ª Aliança. Posteriormente a sede do distrito foi transferida para 1ª Aliança.

### Formação administrativa
- Decreto nº 7.794 de 14/08/1936 - Cria o distrito policial denominado Lussanvira, com sede na Segunda Aliança, no município de Araçatuba[9].
- Decreto nº 13.041 de 05/11/1942 - Extingue o distrito policial de Lussanvira no município de Araçatuba[10].
- Distrito criado com o nome de Roteiro pela Lei n° 233 de 24/12/1948, com o povoado de Segunda Aliança mais terras dos distritos de Amandaba e Mirandópolis (sede)[11][12].
- A Lei n° 5.285 de 18/02/1959 altera a denominação para Três Alianças[13].

## Geografia

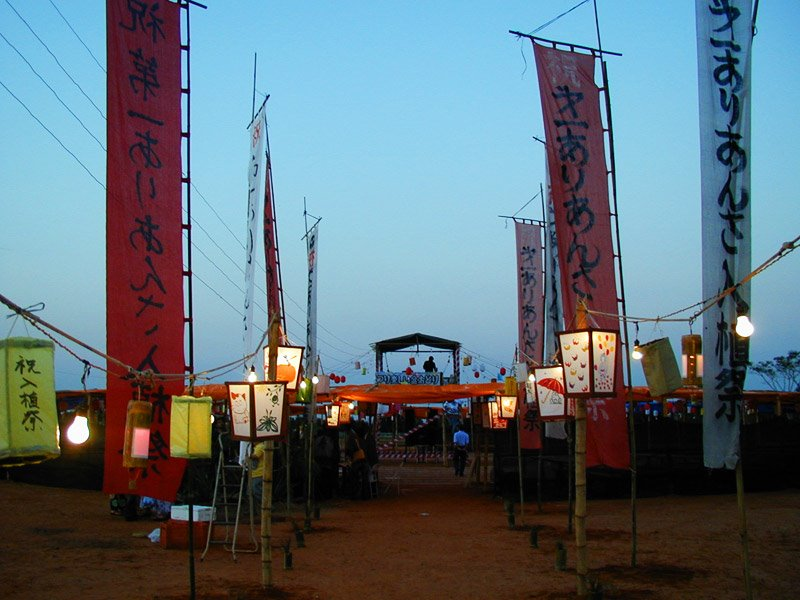
Tradicional festa da colônia japonesa em Primeira Aliança.

### Demografia

#### População urbana (1ª Aliança)
| Crescimento população urbana | Crescimento população urbana | Crescimento população urbana | Crescimento população urbana |
| Censo                        | Pop.                         |                              | %±                           |
| ---------------------------- | ---------------------------- | ---------------------------- | ---------------------------- |
| 1991                         | 525                          |                              | —                            |
| 2000                         | 458                          |                              | −12,8%                       |
| 2010                         | 454                          |                              | −0,9%                        |
| Fonte: IBGE e Fundação SEADE |                              |                              |                              |

#### População urbana (2ª Aliança)
| Crescimento população urbana | Crescimento população urbana | Crescimento população urbana | Crescimento população urbana |
| Censo                        | Pop.                         |                              | %±                           |
| ---------------------------- | ---------------------------- | ---------------------------- | ---------------------------- |
| 1950                         | 349                          |                              | —                            |
| 1960                         | 297                          |                              | −14,9%                       |
| 1970                         | 267                          |                              | −10,1%                       |
| 1980                         | 165                          |                              | −38,2%                       |
| 1991                         | 172                          |                              | 4,2%                         |
| 2000                         | 165                          |                              | −4,1%                        |
| 2010                         | 119                          |                              | −27,9%                       |
| Fonte: IBGE e Fundação SEADE |                              |                              |                              |

#### População urbana (3ª Aliança)
| Crescimento população urbana | Crescimento população urbana | Crescimento população urbana | Crescimento população urbana |
| Censo                        | Pop.                         |                              | %±                           |
| ---------------------------- | ---------------------------- | ---------------------------- | ---------------------------- |
| 1991                         | 251                          |                              | —                            |
| 2000                         | 187                          |                              | −25,5%                       |
| 2010                         | 199                          |                              | 6,4%                         |
| Fonte: IBGE e Fundação SEADE |                              |                              |                              |

Pelo Censo 2010 (IBGE) a população urbana total do distrito era de 772 habitantes.

#### População total
Pelo Censo 2010 (IBGE) a população total do distrito era de 2 209 habitantes.

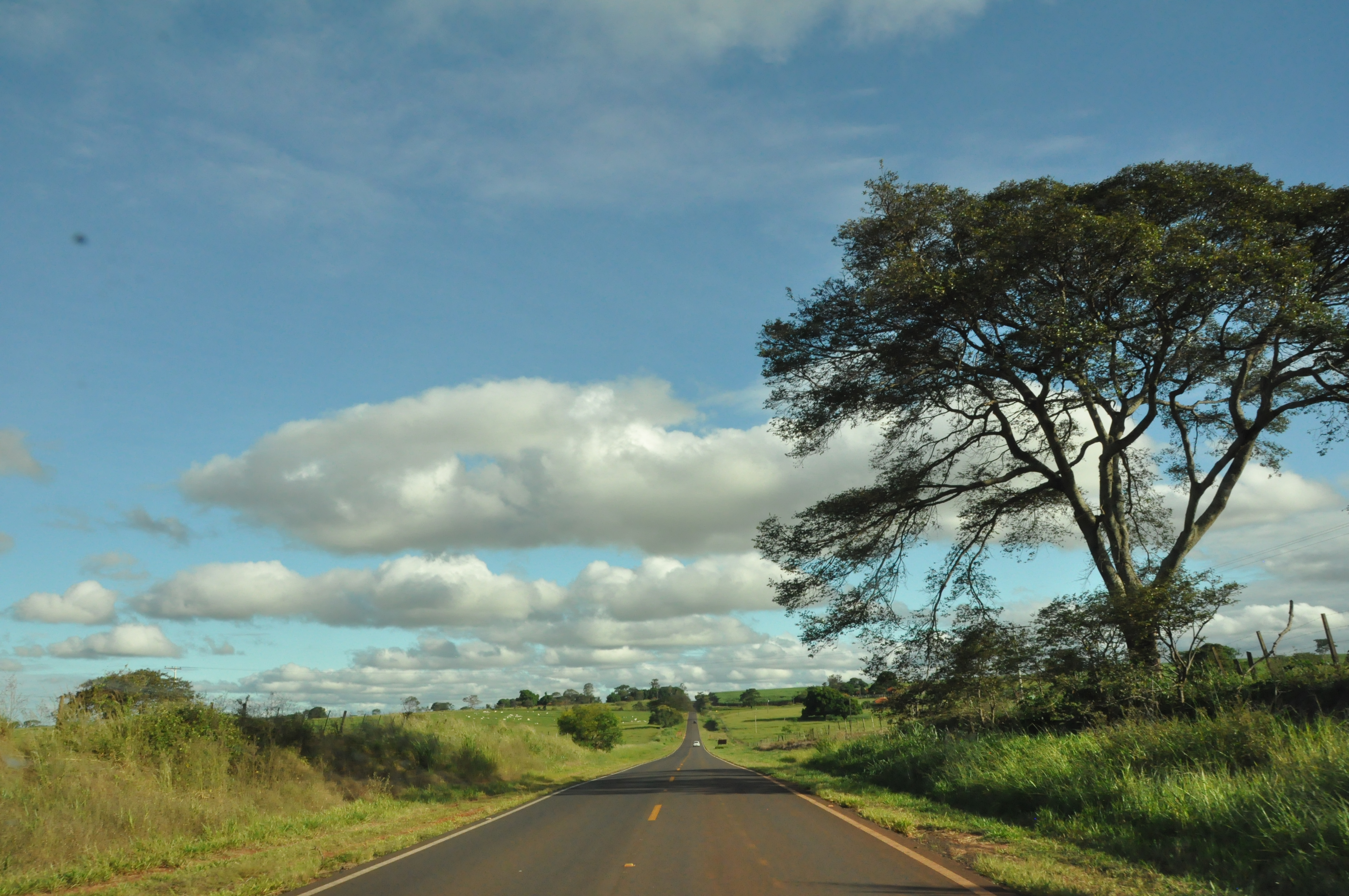
Estrada vicinal Alianças - Pereira Barreto.

### Área territorial
A área territorial do distrito é de 347,327 km².

### Assentamentos rurais
No distrito se encontra o assentamento São Lucas e parte dos assentamentos Primavera e Esmeralda.

### Rodovias
Os principais acessos ao distrito são a Rodovia Marechal Rondon (SP-300) e a estrada vicinal Alianças - Pereira Barreto.

## Serviços públicos

### Registro civil
Atualmente é feito na sede do município, pois o Cartório de Registro Civil das Pessoas Naturais do distrito foi extinto pela Resolução nº 1 de 29/12/1971 do Tribunal de Justiça do Estado de São Paulo e seu acervo foi recolhido ao cartório do distrito sede.

### Saneamento
O serviço de abastecimento de água é feito pelo Serviço Autônomo de Água e Esgoto de Mirandópolis (SAAEM).

### Energia
A responsável pelo abastecimento de energia elétrica é a Neoenergia Elektro, antiga CESP.

### Telecomunicações
O distrito era atendido pela Telecomunicações de São Paulo (TELESP), que inaugurou as centrais telefônicas de Primeira Aliança e Terceira Aliança, utilizadas até os dias atuais. Em 1998 esta empresa foi vendida para a Telefônica, que em 2012 adotou a marca Vivo para suas operações.

## Religião

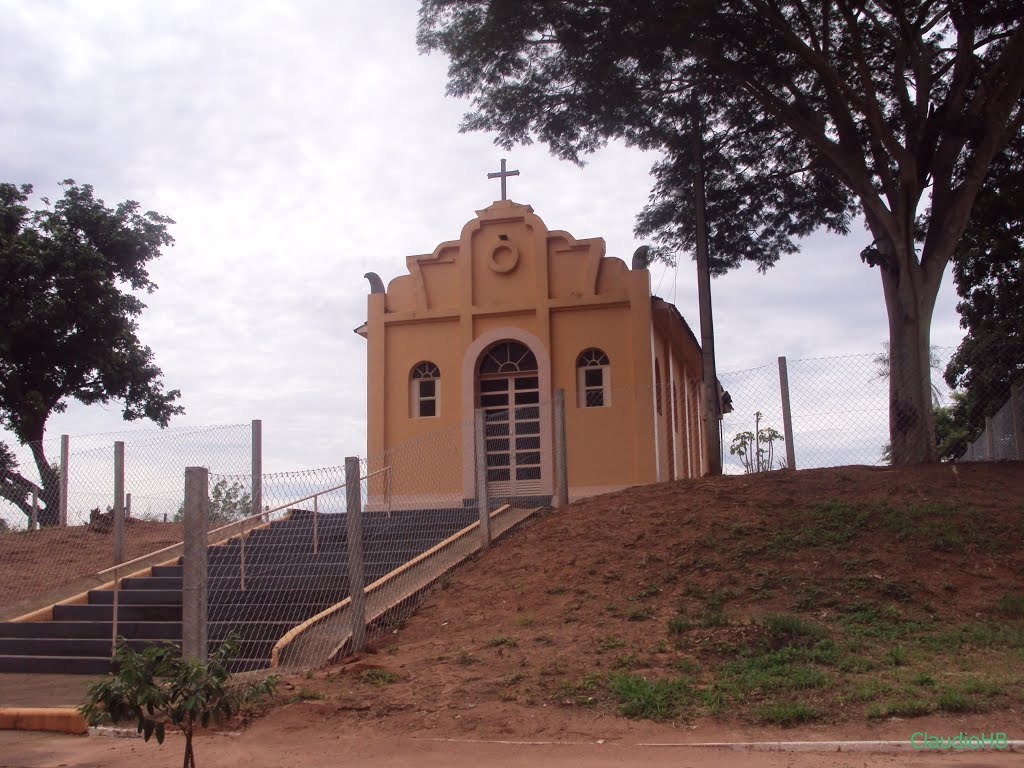
Igreja.

O Cristianismo se faz presente no distrito da seguinte forma:

### Igreja Católica
- A igreja faz parte da Diocese de Araçatuba[24].

### Igrejas Evangélicas
- Congregação Cristã no Brasil[25].